# Папаяннис, Стефанос
Стефанос Папаяннис (греч.  Στέφανος Παπαγιάννης 1908 — 27 декабря 1996 года) — греческий офицер и коммунист, участник Греко-итальянской войны, штабист и командир артиллерийских соединений Народно-освободительной армии Греции (ЭЛАС) и Демократической армии Греции.

## Биография
Стефанос Папаяннис родился в селе Маврато острова Икария в 1908 году.
В 1926 поступил в военное училище эвэлпидов.
Будучи офицером артиллерии и после установления в стране диктатуры генерала И. Метаксаса вступил в офицерскую антидиктаторскую организацию «Друзья народа»:578.
С началом Греко-итальянской войны в октябре 1940 года, воевал на фронте в Албании, командуя артиллерийской батареей.
После того как на помощь итальянцам пришла Гитлеровская Германия и с началом тройной, германо-итало-болгарской, оккупации Греции, вступил в Народно-освободительную армию (ЭЛАС).
В 1942 году стал членом Коммунистической партии Греции.
После освобождения и в ходе гонений на коммунистов и участников Сопротивления, был сослан сначала на остров Фолегандрос, а затем на остров Наксос.
Вместе с ещё 11 бывшими офицерами ЭЛАС, в апреле 1947 года Папаяннис совершил впечатлящий побег с Наксоса морем в континентальную Грецию.
Добравшись до частей Демократической армии Греции (ΔΣΕ), был назначен штабистом в генеральный штаб Демократической армии:862.
На его примере, историк Т. Герозисис показывает, к чему привела послевоенная политика компартии, давшая возможность монархистскому правительству нейтрализовать кадровых офицеров ЭЛАС:
«Стефанос Папаяннис. Будучи капитаном в 1941 году и отличным артиллеристом, но не штабистом, был назначен начальником генштаба Демократической армии»:881.
В последних боях Демократической армии, Папаяннис, в звании полковника, командовал артиллерией на горном хребте Граммос:861.
После поражения Демократической армии нашёл убежище в социалистических странах Европы, где жил до 1955 года.
Папаяннис был одним из 10 старших офицеров Демократической армии, поступивших в августе 1950 года на учёбу в Военную академию имени Фрунзе. Окончил академию в 1953 году:932.
В 1955 году, по заданию КПГ, прибыл на подпольную работу в Грецию, но в 1956 году был схвачен охранкой.
Был осуждён военным трибуналом к смерти за шпионаж. Впоследствии приговор был заменен пожизненным заключением. Оставался в заключении до июня 1966 года, когда был освобождён.
С установление в стране в апреле 1967 года военной диктатуры был вновь арестован и выслан в концлагеря на острова Ярос и Лерос, после чего был сослан в Оропос.
Был освобождён в 1970 году. Сразу после своего освобождения наладил контакты с подпольными организациями КПГ и включился в антидиктаторскую борьбу.
В 1973 году был вновь арестован и после пребывания в застенках охранки, был выслан в концлагерь на остров Ярос, где оставался до падения диктатуры в 1974 году.
Стефанос Папаяннис был избран членом Центрального комитета компартии Греции на 9-м, 10-м и 11-м съездах компартии.
Умер в Афинах в декабре 1996 года.